# ایپک بیلگین
ایپک بیلگین (انگلیسی: İpek Bilgin؛ زادهٔ ۲۴ مارس ۱۹۵۶) بازیگر، ترجمه اهل ترکیه است. وی از سال ۱۹۸۳ میلادی تاکنون مشغول فعالیت بوده‌است.
از فیلم‌ها یا برنامه‌های تلویزیونی که وی در آن نقش داشته‌است می‌توان به رویای پروانه، استانبول سرخ، عروس استانبول و ایزل اشاره کرد.